# Избор на патриарх на Българската православна църква
Патриархът е глава на Българската православна църква и председател на Светия синод. Той се избира пожизнено на този пост.

## Квалификации за патриарх
- да е митрополит и да е управлявал епархия поне 5 години,
- да не е по-млад от 50 години,
- да се отличава с прави мисли върху православната вяра и с точно съблюдаване на църковния ред,
- да се радва на добро име както пред народа, така и пред правителството.

## Процедура за избора на патриарх
- на първи тур печели кандидатът, събрал 2/3 от гласовете на присъстващите избиратели
- ако това не стане, се стига до втори тур с двамата кандидати, получили най-много гласове на първия тур
- на втория тур печели кандидатът, събрал обикновено мнозинство.

## Избори за патриарх
| дата на избора   | митрополит                       | първо гласуване | второ гласуване |
| ---------------- | -------------------------------- | --------------- | --------------- |
| 10 май 1953      | Кирил Пловдивски                 | 104 гласа       | не се провежда  |
| 10 май 1953      | Неофит Видински                  | 1 глас          | не се провежда  |
| 10 май 1953      | Климент Старозагорски            | 0 гласа         | не се провежда  |
| 10 май 1953      | невалидни бюлетини               | 2 гласа         | не се провежда  |
|                  |                                  |                 |                 |
| 4 юли 1971       | Максим Ловчански                 | 98 гласа        | не се провежда  |
| 4 юли 1971       | Паисий Врачански                 | 1 глас          | не се провежда  |
| 4 юли 1971       | Софроний Доростолски и Червенски | 0 гласа         | не се провежда  |
| 4 юли 1971       | невалидни бюлетини               | 2 гласа         | не се провежда  |
|                  |                                  |                 |                 |
| 24 февруари 2013 | Неофит Русенски                  | 71 гласа        | 90 гласа        |
| 24 февруари 2013 | Гавриил Ловчански                | 43 гласа        | 47 гласа        |
| 24 февруари 2013 | Галактион Старозагорски          | 22 гласа        | отпада          |
| 24 февруари 2013 | невалидни бюлетини               | 2 гласа         | 1 глас          |
|                  |                                  |                 |                 |
| 30 юни 2024      | Даниил Видински                  | 51 гласа        | 69 гласа        |
| 30 юни 2024      | Григорий Врачански               | 64 гласа        | 66 гласа        |
| 30 юни 2024      | Гавриил Ловчански                | 19 гласа        | отпада          |
| 30 юни 2024      | невалидни бюлетини               | 4 гласа         | 3 гласа         |
|                  |                                  |                 |                 |